# Johannes Rapp

Johannes Rapp

Johannes Rapp (* 6. September 1953 in Zürich, Schweiz) ist ein Schweizer Schauspieler.

## Leben
Johannes Rapp wuchs in Stein am  Rhein in der Schweiz auf, wo er bis zum 16. Lebensjahr zur Schule ging. Anschliessend besuchte er das Internat Lyceum Alpinum in Zuoz, an dem er das Abitur absolvierte. Ab 1975 besuchte Rapp einen Kurs an der Hotelfachschule in Lausanne. Nach Sprachaufenthalten in London, Paris und Florenz kam Rapp nach München, um die Schauspielschule Zerboni zu besuchen. Zusätzlich erhielt er Sprachunterricht bei Margarete Langen, um seinen Schweizer Akzent zu beheben. In Los Angeles besuchte Rapp einen Schauspielworkshop bei Eric Morris. Von 2001 bis 2004 übernahm er Theaterrollen in München. Er besitzt auch die deutsche Staatsangehörigkeit.

## Filmographie
- 1986: Die glückliche Familie
- 1987–1989: Derrick
- 1993: Der Gletscherclan
- 1993: Im Reich des Adlers
- 1994: Dr. Martin und Dr. Schwarz
- 1994: Lauras Entscheidung
- 1994: Die Notärztin
- 1995: Tatort: Tod eines Auktionators
- 1997: Liebling Kreuzberg
- 1998: Ein Fall für zwei
- 1999: Die Wache
- 1999: Lindenstraße
- 2000: Kleiner Mann sucht großes Herz
- 2000: Nicht mit uns
- 2001: Rosa Roth
- 2002: Der Teufel der sich Gott nannte
- 2002: Tabatha
- 2002: Der Todesengel
- 2003: Babij Jar
- 2003: Schlosshotel Orth
- 2005: Marienhof
- 2005: Polumgla (russischer Spielfilm)
- 2006: Die Zeit, die man Leben nennt
- 2008: SOKO 5113
- 2009: Rosenheim-Cops
- 2009: Forsthaus Falkenau
- 2009: Krupp – Eine deutsche Familie
- 2010: Mord in bester Gesellschaft
- 2010: Die Rosenheim-Cops – Um ein Haar
- 2021 Macro Media Film Anwalt
- 2021 Die Chefin ZBF Die Chefin Staatsanwalt